# Antipalus similis
Antipalus similis là một loài ruồi trong họ Asilidae. Antipalus similis được Moucha & Hradský miêu tả năm 1966. Loài này phân bố ở vùng Cổ Bắc giới.